# Jean-François Bayard

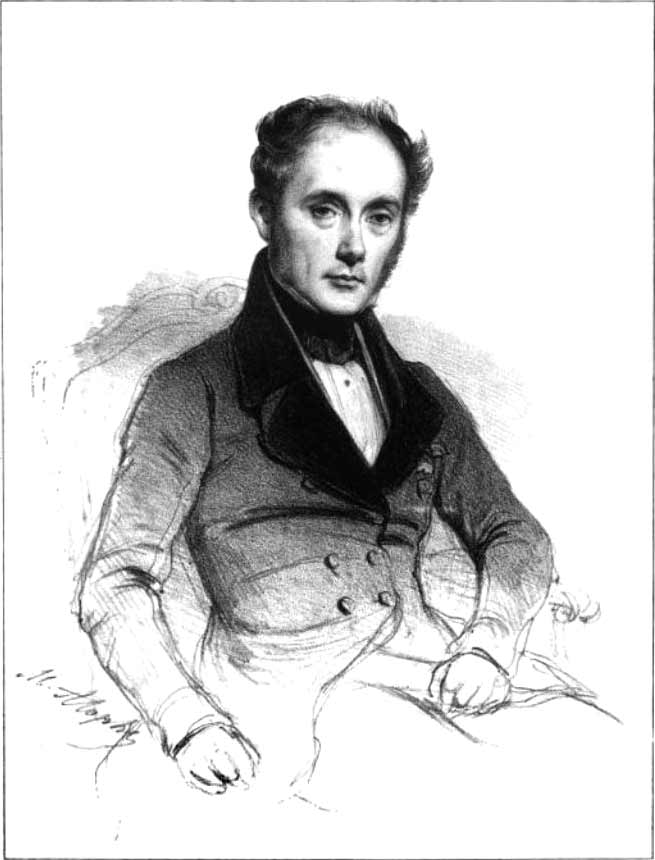
Ritratto di Jean-François Bayard

Jean-François Bayard (Charolles, 17 marzo 1796 – Parigi, 20 febbraio 1853) è stato un drammaturgo e librettista francese, noto anche come Jean-François-Alfred Bayard.

## Biografia
Dapprima studente di diritto e impiegato legale, Bayard si dedicò con passione al teatro, sino a raggiungere un sicuro successo al Théâtre du Gymnase con La Reine de seize ans nel 1828. Lavorò in stretto rapporto con Eugène Scribe, del quale sposò inoltre la nipote.
Bayard si espresse con molta maestria nel Vaudeville, ma produsse anche drammi di vario genere. Fu librettista di opéras-comiques. Pubblicò parecchi articoli letterari in vari giornali, nonché alcune raccolte di versi.
È sepolto nel cimitero di Père-Lachaise. Con ordinanza reale del 9 agosto 1837, è stato nominato Cavaliere della Legion d'Onore.[.

## Opere

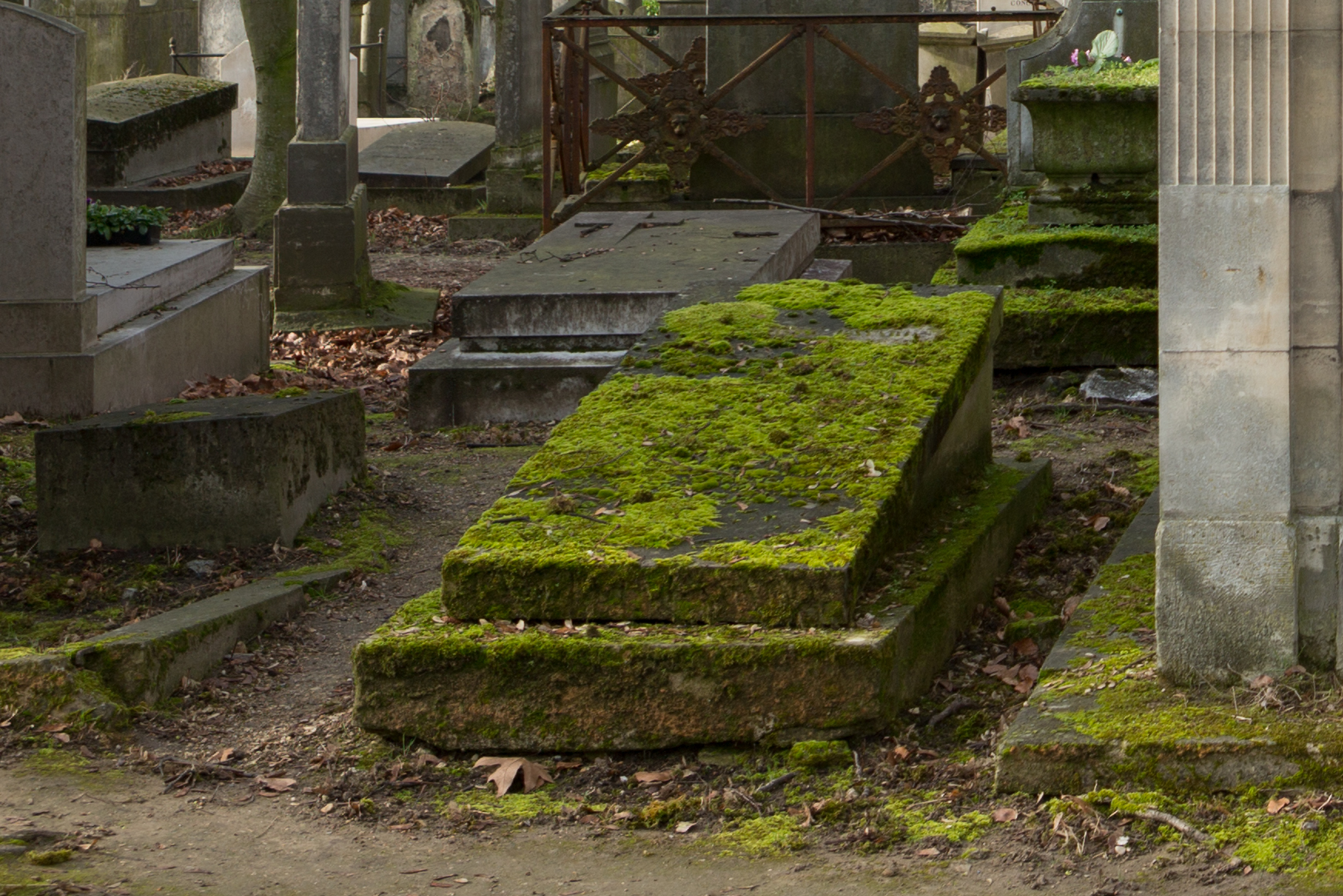
Tomba di Bayard al Cimitero di Père-Lachaise.

- 1825: La Porte secrète, commedia-vaudeville in 1 atto, con Marc-Antoine Madeleine Désaugiers;
- 1825: Roman à vendre, ou les Deux Libraires. commedia in 3 atti e in versi;
- 1827: John Bull au Louvre, vaudeville in 3 quadri, con Emmanuel Théaulon e Charles Nombret Saint-Laurent;
- 1827: Une soirée à la mode, commedia-vaudeville in 1 atto, con Antoine-François Varner e  Hippolyte;
- 1828: La Reine de seize ans, vaudeville in 2 atti; [2]
- 1828: La Belle-mère, commedia-vaudeville, con Eugène Scribe;
- 1829: Marie Mignot, vaudeville storico in 1 atto, con Paul Duport;[3]
- 1829: La Manie des places, ou la Folie du siècle. commedia-Vaudeville in 1 atto, con Eugène Scribe;
- 1829: Marino Faliero à Paris, folie à propos-vaudeville in 1 atto con Varner;
- 1831: La Perle des maris, comédie-vaudeville in 1 atto,  con Julien de Mallian e Dumanoir;
- 1832: La médecine sans médecin, opéra-comique in 1 atto, libretto di Eugène Scribe e Bayard, musica di Ferdinand Hérold;
- 1831: Les Deux novices, commedia-vaudeville in 3 tempi, con Varner;
- 1831: Le Salon de 1831, à-propos in 1 atto misto a distici con Nicolas Brazier e Varner;
- 1832: Paris malade, rivista mista a distici, con Varner;
- 1832: Une bonne fortune, commedia vaudeville in 1 atto, con Alexis Decomberousse;
- 1832: Le Serrurier, commedia in 1 atto e in vaudevilles, con Decomberousse;
- 1832: Les deux font la paire, commedia-vaudeville in un atto con Charles Varin;
- 1833: La Chipie, commedia-vaudeville in 1 atto con Varner;
- 1834: Les Charmettes, con Philippe-Auguste Pittaud de Forges e Louis-Émile Vanderburch;
- 1834: Frétillon ou La Bonne Fille, con Decomberousse;
- 1834: Un ménage d'ouvrier, commedia-vaudeville in 1 atto con Varner;
- 1834: Le Mari d'une muse, commedia-vaudeville in 1 atto con Varner;
- 1835: Les Gants jaunes, vaudeville in 1 atto,
- 1835: Les Deux créoles, commedia-vaudeville in 2 atti, con Vanderburch;
- 1835: Mathilde ou la jalousie. dramma in 3 atti con Laurencin;
- 1835: Les Deux Nourrices, vaudeville in 1 atto, con Decomberousse;
- 1836: La Marquise de Prétintaille, con Dumanoir;
- 1836: L'Oiseau bleu, pièce in 3 atti mista a canti, con Varner;
- 1836: Le Gamin de Paris, commedia-vaudeville in 2 atti, con Vanderburch;
- 1836: Le Démon de la nuit, vaudeville in 2 atti con Étienne Arago;
- 1836: Madeleine la sabotière, commedia-vaudeville in due atti con Charles Desnoyer e Lafitte;
- 1836: La Fille de l’avare. commedia-vaudeville in 2 atti;
- 1837: Le Chevalier d'Eon con Dumanoir;
- 1837: Le remplaçant, opéra-comique in 3 atti con Eugène Scribe, musica di Désiré-Alexandre Batton;
- 1837: Le Père de la débutante, vaudeville in 5 atti, con Théaulon;
- 1837: De l'or! ou le Rêve d'un savant, commedia in un atto mista a distici con Edmond de Biéville;
- 1838: Madame et Monsieur Pinchon, con Adolphe d'Ennery e Dumanoir;
- 1838: C'est Monsieur qui paie, vaudeville in 1 atto, con Varner;
- 1839: Les Premières Armes de Richelieu con Dumanoir;
- 1839: Les avoues en vacances commedia-vaudeville in 2 atti, con Dumanoir;
- 1839: Les Trois Bals. vaudeville in 3 atti;
- 1839: Geneviève la blonde, commedia-vaudeville in 2 atti con Biéville;
- 1840: Indiana et Charlemagne e Dumanoir;
- 1840: La Fille du régiment, libretto con Jules-Henri Vernoy de Saint-Georges, musica di Gaetano Donizetti;
- 1840: Marcelin dramma in 3 atti con Dumanoir;
- 1840: Les Enfants de troupe. commedia in 2 atti, con Biéville;
- 1841: Mademoiselle Sallé con Dumanoir e Xavier B. Saintine;
- 1841: Le Vicomte de Létorières con Dumanoir;
- 1841: Les Bombé, folie-vaudeville in un atto, con Vanderburch;
- 1841: Les Fées de Paris, commedia-vaudeville in 2 atti;[4]
- 1841: Pour mon fils, commedia vaudeville in 2 atti, con Ernest Jaime;
- 1842: Le Capitaine Charlotte con Dumanoir;
- 1842: Les deux couronnes con Dumanoir;
- 1843: Paris, Orléans et Rouen, commedia-vaudeville in 3 atti, con Varin;
- 1844: Le Mari à la campagne, commedia con Jules de Wailly;
- 1844: Le Roman de la pension, commedia in vaudeville, con Nombret Saint-Laurent;
- 1844: Un ménage parisien. commedia in 5 atti e in versi;
- 1845: Le Lansquenet et les chemins de fer: commedia con Dumanoir;
- 1845: Boquillon à la recherche d'un père commedia-vaudeville in 3 atti con Dumanoir;
- 1845: Le Petit homme gris, commedia-vaudeville in 1 atto, con Antoine Simonnin;
- 1845: Les Couleurs de Marguerite, commedia-vaudeville in 2 atti con Biéville;
- 1845: La Belle et la Bête, commedia-vaudeville in 2 atti, con Varner;
- 1846: Juanita ou Volte-face, commedia-vaudeville in 2 atti, con Decomberousse;
- 1846: Le Petit-fils, commedia-vaudeville in 1 atto, con Varner;
- 1847: L'Enfant de l'amour ou Les Deux Marquis de Saint-Jacques, commedia-vaudeville in 3 atti, con Eugène Guinot;
- 1847: Père et portier, vaudeville in 2 atti, con Varner;
- 1848: Un château de cartes, commedia in 3 atti e in versi;
- 1848: Le Réveil du lion, commedia vaudeville in 2 atti, con Jaime;
- 1849: La Niaise de Saint-Flour con Gustave Lemoine;
- 1849: L'Année prochaine, ou Qui vivra verra, commedia-vaudeville in un atto con Biéville;
- 1849: La Grosse Caisse, ou les Élections dans un trou, pochade électorale in 2 atti mista a distici, con Varner;
- 1849: La Conspiration de Mallet, ou Une nuit de l'Empire, dramma storico in 5 atti misto a canti, con Varner;
- 1850: Le Sous-préfet s'amuse, commedia-vaudeville in 2 atti,  con Varner;
- 1851: Le Vol à la fleur d'orange, commedia-vaudeville in 2 atti con Varner;
- 1852: Los dansores espagnolas, jocosa toquadillas in un atto con Biéville;
- 1852: Une poule mouillée, vaudeville in un atto con Biéville;
- 1852: Le Fils de famille, commedia-vaudeville in 3 atti con Biéville;
- 1852: La Fille d'Hoffmann, dramma con distici in 1 atto, con Varner;
- 1852: Les Échelons du mari, commedia-vaudeville in 3 atti, con Varner;
- 1853: Boccace ou le décaméron, commedia in 5 atti, con Léon-Lévy Brunswick e Adolphe de Leuven;[5]
- 1853: L'ombre d'Argentine, opéra-comique in 1 atto, libretto di Bayard e Desnoyer, musica di Alexandre Montfort;
- 1854: Un Moyen dangereux, commedia in 1 atto, con Michel Delaporte;[6]